# Edgewood (Kentucky)
Edgewood es una ciudad situada en el condado de Kenton, Kentucky, Estados Unidos. Tiene una población estimada, a mediados de 2023, de 8398 habitantes.

## Geografía
La localidad está ubicada en las coordenadas 39°0′31″N 84°33′36″O / 39.00861, -84.56000. Según la Oficina del Censo, tiene una superficie total de 11.10 km², de los cuales 11.04 km² corresponden a tierra firme y 0.06 km² están cubiertos de agua.

## Demografía
Según el censo de 2020, en ese momento había 8435 personas residiendo en la localidad. La densidad de población era de 764.04 hab./km². El 93.16% de los habitantes eran blancos, el 0.62% eran afroamericanos, el 0.05% eran amerindios, el 1.29% eran asiáticos, el 0.53% eran de otras razas y el 4.35% eran de una mezcla de razas. Del total de la población, el 2.15% eran hispanos o latinos de cualquier raza.